# Станишор
Станишор (алб. Stanishorë или Stanishori) је насеље у општини Гњилане, Косово и Метохија, Република Србија.

## Историја
Село је основано или обновљено пре албанског досељавања у Горњу Мораву. Садашње село прво је било нешто ниже у равници, па су га најстарији оснивачи повукли пред клисуру, да би у равници направили њиве.
У попису из 1912. године наводи се да у селу има 14 српска домаћинства.

## Порекло становништва по родовима
Подаци из 1929. године:
Српски родови:
- Паунковићи (4 к.) и Нешићи (6 к.) су постали од два брата, Паунка и Неше. Славе Св. Николу. Ово су најстарији родови у селу, а досељени су око средине XVII века. Старином су из Прилепа, одакле су исељени што нису могли да плаћају велики данак. Бавили се око Велеса и Скопља и најзад прешли у Горњу Мораву. Прво се настанили у Шилову, па пређу на чифлук неких Контурових у Станишору. Земљу су купили тек око 1880. године.
- Столинци (3 к., Св. Никола). Старином су такође из Прилепа, досељени 20 година после Паункових и Нешиних са којима су били у кумству. Исељени из старине због убиства Турчина и прво им дошао један предак, па је после довео породицу. И овде се увек показивали „храбрим“. Један од њиховог рода је око 1870. године убио тројицу Албанаца.
- Младеновићи (7 к., Св. Никола); досељени из Туђевца, где су имали задругу од 65 душа.
- Марковићи (2 к., Св. Арханђео). Старином су из Врбице; живели су у Шилову и око 1885. год. у Равну Бању, одакле су се вратили 1912. године и настанили у Станишору.
- Стајковић (1 к., Св. Арханђео), досељен из Шилова 1900. год.
- Ограк (1 к., Св. Никола), досељен из Драганца, потичу од рода Љубића у Горњем Кусцу. Старином су из Прилепа.
- Милошевић (1 к.), досељен из Драганца 1927. год.

Арбанашки мухаџирски род:
- Мсаљица, досељени 1878. године из Јабланичког округа, фис Хот.

## Становништво
| Етнички састав према попису из 2011.‍ | Етнички састав према попису из 2011.‍ | Етнички састав према попису из 2011.‍ | Етнички састав према попису из 2011.‍ | Етнички састав према попису из 2011.‍ |
| ------------------------------------ | ------------------------------------ | ------------------------------------ | ------------------------------------ | ------------------------------------ |
|                                      |                                      |                                      |                                      |                                      |
| Албанци                              | Албанци                              |                                      | 168                                  | 0%                                   |
| Срби                                 | Срби                                 |                                      | 152                                  | 0%                                   |
| Укупно: 320                          |                                      |                                      |                                      |                                      |

| Демографија | Демографија | Демографија |
| Година      | Становника  | Становника  |
| ----------- | ----------- | ----------- |
| 1948.       | 313         |             |
| 1953.       | 306         |             |
| 1961.       | 395         |             |
| 1971.       | 470         |             |
| 1981.       | 457         |             |
| 1991.       | 515         |             |